# New Mills
New Mills – miasto w Anglii, w hrabstwie Derbyshire, w dystrykcie High Peak. Leży 61 km na północny zachód od miasta Derby i 243 km na północny zachód od Londynu. Miasto liczy 9625 mieszkańców.
W New Mills siedzibę ma Swizzels Matlow, jedna z największych firm w branży cukierniczej.